# Brainworms I
Brainworms I est le premier album solo de Rafael Bittencourt, le guitariste du groupe brésilien de heavy metal Angra.

## Présentation
Sorti en 2008, sous le nom Bittencourt Project, cet album rassemble un grand nombre de musiciens invités. Pour la première fois de sa carrière, Rafael Bittencourt assure à lui tout seul les parties de chant de l'album. Le batteur Ricardo Confessori fait une apparition sur deux titres du disque, ce qui laissait préfigurer son retour au sein d'Angra – retour confirmé au printemps 2009.

## Liste des morceaux
| No  | Titre                           | Durée |
| --- | ------------------------------- | ----- |
| 1.  | Dedicate my Soul                | 4:13  |
| 2.  | Holding Back the Fire           | 6:12  |
| 3.  | Torment of Fate                 | 3:44  |
| 4.  | The Dark Side of Love           | 5:05  |
| 5.  | Nightfly                        | 6:21  |
| 6.  | The Underworld                  | 4:49  |
| 7.  | Faded                           | 5:14  |
| 8.  | Santa Teresa                    | 5:03  |
| 9.  | O Pastor (reprise de Madredeus) | 5:45  |
| 10. | Comendo Melancia                | 4:38  |
| 11. | Primeiro Amor                   | 2:44  |
| 12. | Nacib Véio                      | 4:53  |

## Formation
- Rafael Bittencourt – guitares électriques et acoustiques, chant et chœurs ; claviers sur le titre 3.
- Marcell Cardoso (Karma) – Batterie sur les titres 1, 2, 3, 4, 5, 6, 7, 8 et 9.
- Valentino – Percussions sur les titres 1, 4, 5, 7, 8, 10 et 12.
- Felipe Andreoli (Angra, Almah, Karma, Kiko Loureiro) – Basse sur les titres 1, 3, 5, 6 et 9. Fretless sur le titre 2 et Contrebasse sur le titre 7.
- Fernando Nunes – Basse sur les titres 2, 4, 7, 8, 10 et 12. Fretless sur le titre 7.
- Fabrizio Di Sarno – Claviers sur les titres 1, 5, 6, 9 et 10. Claviers additionnels sur le titre 8.
- Nei Medeiros – Claviers sur les titres 2, 4, 7, 8 et 12.
- Amon Lima – Violon électrique sur les titres 6 et 7. Violon acoustique sur les titres 8e 12.
- Frank Djoni – Accordéon sur les titres 3, 8 et 12.
- Ricardo Confessori (Angra, Shaman) – Batterie sur les titres 10 et 12.
- Kiko Loureiro (Angra) – piano sur l'introduction du titre 3.
- Tony SZ – Percussions additionnelles sur le titre 4.